# Euoticus
Euoticus là một chi động vật có vú trong họ Galagidae, bộ Linh trưởng. Chi này được Gray miêu tả năm 1863. Loài điển hình của chi này là Otogale pallida Gray, 1863.

## Các loài
Chi này gồm các loài: